# Pour l'amour de Bennett
Pour l'amour de Bennett (The Greatest) est un film dramatique américain réalisé par Shana Feste, son premier film, sorti en 2009. Il a été présenté au Festival du film de Sundance 2009.

## Fiche technique
- Titre original : The Greatest
- Réalisatrice : Shana Feste
- Genre : Drame
- Durée : 98 minutes
- Date de sortie : 2009

## Synopsis
Un professeur (Pierce Brosnan) et sa femme (Susan Sarandon), ainsi que leur fils cadet Brian, sont confrontés à la mort de leur fils aîné, Bennett, tué dans un accident de voiture. Son amoureuse (Carey Mulligan), qui a survécu à l'accident et enceinte du disparu, vient s'installer chez eux. Chacun essaie de faire son deuil avec difficulté.  

## Distribution
- Pierce Brosnan (VF : Emmanuel Jacomy) : Allen Brewer
- Susan Sarandon (VF : Béatrice Delfe) : Grace Brewer
- Carey Mulligan (VF : Noémie Orphelin) : Rose
- Aaron Taylor-Johnson : Bennett Brewer
- Jennifer Ehle : collègue de Allen
- Michael Shannon (VF : Julien Meunier) : Jordan Walker
- Zoë Kravitz : Ashley
- Johnny Simmons (VF : Nathanel Alimi) : Ryan Brewer
- Miles Robbins : Sean Brewer
- Lindsay Beamish (VF : Olivia Luccioni) : Shea
- James Biberi : Sec

Source et légende : version française (VF) sur Symphonia Films (la société de doublage)